# 베이안허역
베이안허역(중국어: 北安河站)은 중국 베이징시 하이뎬구 쑤자투오 지구 내 베이칭로·퉁위안로 교차로에 위치한 베이징 지하철 16호선의 지하철역이다. 2016년 12월 31일에 개통하였다.
이 역은 베이징 지하철 16호선의 시·종점역으로 역의 서쪽에 베이안허 차량단과 연결되어 있다.

## 역 구조

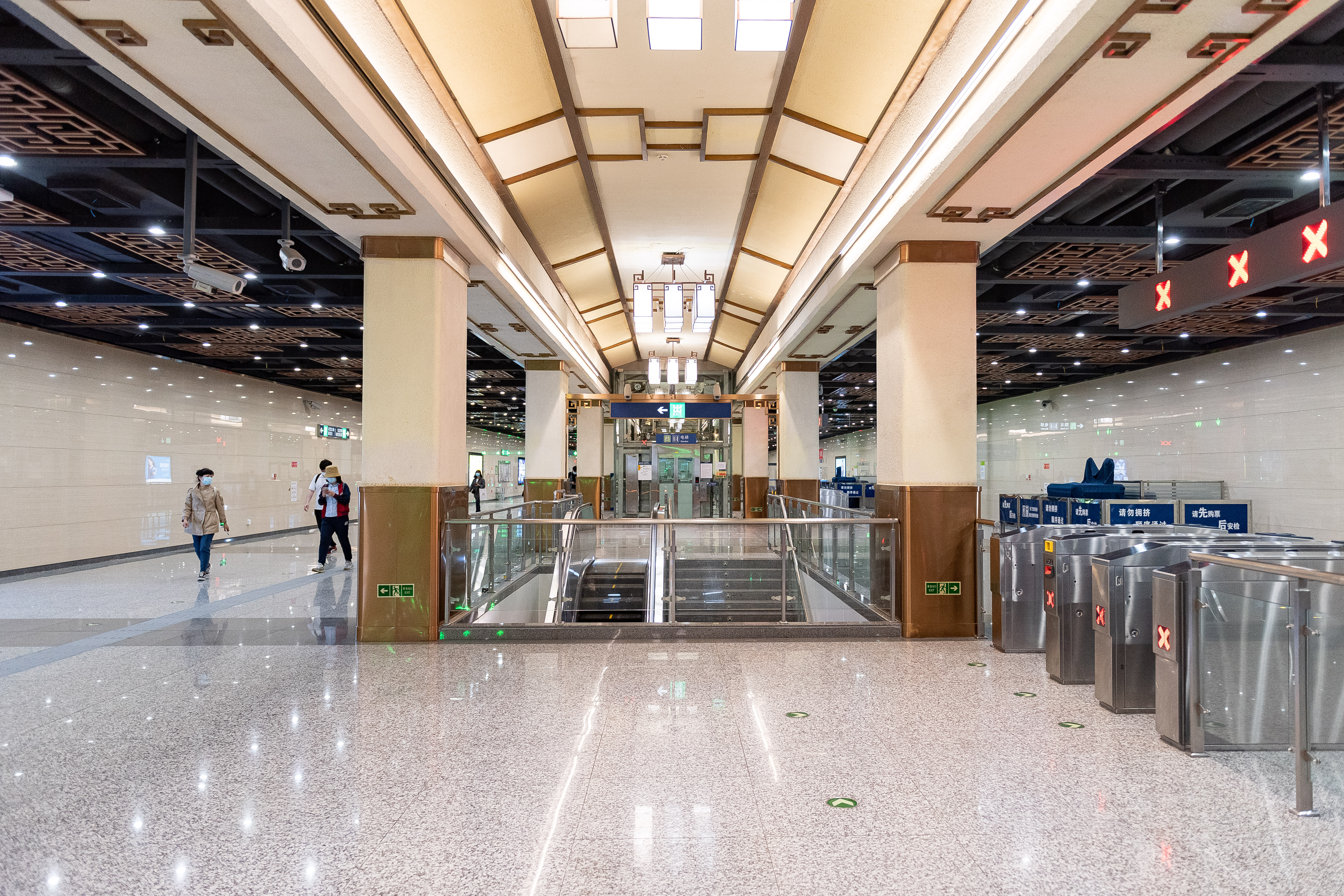
베이안허역 대합실 (2021년 4월 촬영)

이 역은 베이칭로 북쪽(원베이로 교차로 서쪽)에 위치하며, 본체는 2층 3경간 프레임 구조로 건설된 지하 복층 1면 2선 섬식 승강장의 역이다. 개방형 공법을 사용하여 건설되었다.

### 층별 구조
| 지면층             | 출입구                          | A-D출입구                                               |
| 지하 1층 대합실 층 | 대합실                          | 발권 서비스, 자동 티켓 판매기, 이카통(一卡通) 카드 충전 |
| 지하 2층 승강장    | ←                               | ■ 16호선 하차 전용 승강장                               |
| 지하 2층 승강장    | 섬식 승강장, 왼쪽 출입문이 열림 |                                                         |
| 지하 2층 승강장    | →                               | ■ 16호선 완핑청 방면 (원양루)                           |

## 출입구
이 역은 A(북서쪽), B(북동쪽), C(남동쪽), D(남서쪽)의 총 4개의 출입구가 있다. A, C 출입구 역 내부에 에스컬레이터가 설치되어 있어 16호선 1구간 출입구 에스컬레이터 2대가 설치된 4개 역 중 하나이다.
|                         |                       |                                             |      |             |
| 출구                    | 지시                  | 출구 인근                                   | 사진 | 무장애 시설 |
| 出口 · A                | 베이칭로(北清路) 북측 | 퉁위안로(通元路) 서측, 안허자위안(安河家园) |      |             |
| 出口 · B                | 베이칭로(北清路) 북측 | 퉁위안로(通元路) 동측, 안허자위안(安河家园) |      | 빈칸        |
| 出口 · C                | 베이칭로(北清路) 남측 |                                             |      |             |
| 出口 · D                | 베이칭로(北清路) 남측 |                                             |      | 빈칸        |
| 아이콘 설명: 엘리베이터 |                       |                                             |      |             |

## 연결 교통
16호선 개통 이전에는 베이안허역 600m 이내에 버스 정류장이 없었고, 베이안허로(北安河路)와 원양로(温阳路) 사이의 베이칭로(北清路) 구간에도 버스 정류장이 존재하지 않아서 베이안허역 주변에 임시 버스 정류장이 건설되었다. 또한, 이 역에는 P+R 주차장이 있으며, 각 출입구에는 자전거 주차장이 마련되어 있다.